# Boletina trispinosa
Boletina trispinosa är en tvåvingeart som beskrevs av Edwards 1913. Boletina trispinosa ingår i släktet Boletina och familjen svampmyggor. Arten är reproducerande i Sverige. Inga underarter finns listade i Catalogue of Life.